# Johann Friedrich Carl von Zeppelin-Aschhausen
Johann Friedrich Carl Reichsgraf von Zeppelin-Aschhausen (* 30. September 1789 in Mainz; † 2. April 1836 in Stuttgart) war ein württembergischer Zeremonienmeister und Landtagsabgeordneter.

## Familie
Johann Friedrich Carl von Zeppelin-Aschhausen war der Sohn des württembergischen Staatsministers und Präsident des Geheimen Rats Johann Karl Reichsgraf von Zeppelin (1767–1801) und Katharina Ulrike Freiin von Delwigk (1770–1802). 1817 heiratete er Hippolyte Dorothee Freiin du Plat (1798–1854). Sie hatten sechs Kinder, darunter Johann Friedrich Traugott von Zeppelin-Aschhausen.

## Leben und Werk
Er war Reichserbpannerherr des Königreichs Württemberg sowie Stabsrittmeister und Ordonnanzoffizier des württembergischen Königs. Später diente er als königlich württembergischer Zeremonienmeister und Kammerherr der Königin Pauline von Württemberg.
Johann Friedrich Carl von Zeppelin-Aschhausen war als Virilstimmberechtigter Graf Abgeordneter in den Ständeversammlungen 1815 bis 1819 und  von 1825 bis 1831 auch Abgeordneter der Ersten Kammer als Vertreter der Ritterschaft des Jagstkreises.